# Takeshi Yonezawa
Takeshi Yonezawa (米澤 剛志 Yonezawa Takeshi?), född 6 februari 1969 i Osaka prefektur, är en japansk före detta fotbollsspelare.
Yonezawa började sin karriär 1991 i Yamaha Motors (Júbilo Iwata). 1996 flyttade han till Gamba Osaka. Efter Gamba Osaka spelade han för Oita Trinity. Han avslutade karriären 1997.